# José María Aznar López
José María Aznar Lópezⓘ (sinh ngày 25 tháng 2 năm 1953) là thủ tướng Tây Ban Nha trong 2 nhiệm kỳ: nhiệm kỳ 1 từ 5 tháng 5 năm 1996 và nhiệm kỳ 2 tiếp tục đến ngày 17 tháng 4 năm 2004 và là hội viên Câu lạc bộ Madrid.

## Thời trẻ
Aznar sinh ra tại Madrid năm 1953, là con trai của Manuel Aznar Acedo, một phóng viên của một đài phát thanh, Aznar là cháu nội của Manuel Aznar Zubigaray, một ký giả nổi bật thời kỳ Franco. Cả ông và cha của ông đều nắm giữ các trọng trách trong chính phủ trong thời kỳ Tây Ban Nha dưới thời Franco. Ông học luật tại Đại học Complutense và tốt nghiệp năm 1975 và làm thanh tra thuế vụ năm 1976. Năm 1977, ông cưới Ana Botella.